# تايلور روبرتس
تايلور روبرتس (بالإنجليزية: Taylor Roberts)‏ هي عارضة وممثلة أمريكية، ولدت في 1 ديسمبر 1990 في لوس أنجلوس في الولايات المتحدة.

## أعمال

### مسلسلات
- تحول: جواسيس واشنطن

## وصلات خارجية
- الموقع الرسمي
- تايلور روبرتس على موقع IMDb (الإنجليزية)
- تايلور روبرتس على موقع قاعدة بيانات الفيلم (الإنجليزية)